# Harbour Air
Harbour Air — канадская чартерная авиакомпания со штаб-квартирой в городе Ричмонд (Британская Колумбия), работающая на чартерных, туристических и грузовых маршрутах из Ванкувера, Виктории и Нанаймо.
Основной парк авиакомпании составляют гидросамолёты de Havilland Canada. Совместно с региональным авиаперевозчиком West Coast Air компания эксплуатирует два гидроаэропорта: Международный аэродром Ванкувер-Харбор и Аэродром Виктория-Иннер-Харбор.

## История
Авиакомпания Windoak Air Service была основана в 1982 году для выполнения чартерных рейсов на гидросамолётах и обеспечения нужд предприятий лесной промышленности в провинции Британская Колумбия. В 1993 году Harbour Air приобрела небольшого перевозчика местного значения Trans-Provincial Airlines, расширив тем самым географию своих полётов за счёт увеличения чартерных и введения нескольких регулярных рейсов приобретённой авиакомпании.
В настоящее время Harbour Air позиционирует себя в качестве крупнейшей в мире коммерческой авиакомпании, использующей парк гидросамолётов. В июне 2007 года компания сформировала небольшое дочернее подразделение Harbour Air Malta, которая имеет собственный гидросамолёт DHC-3 Turbo Otter, базируется в аэропорту Валетта-Харбор и совершает регулярные рейсы на остров Гозо, а также проводит воздушные экскурсии вокруг соседних островков.
Harbour Air выпускает собственный полётный журнал для пассажиров «Coastlines Magazine».

## Маршрутная сеть авиакомпании
По состоянию на октябрь 2007 года авиакомпания Harbour Air выполняла рейсы по следующим пунктам:
- Аэродром Ванкувер-Харбор (Ванкувер)
  - Виктория
  - Нанаймо
  - Галф-Айлендс (Гангис, Мэпл-Бей, Бедуэлл-Харбор)
- Международный аэродром Ванкувер-Харбор (Ричмонд)
  - Виктория
  - Нанаймо
- Аэродром Виктория-Иннер-Харбор (Виктория)
  - Ванкувер
  - Ричмонд (Международный аэропорт Ричмонд)
  - Лэнгли
- Аэропорт Нанаймо-Харбор (Нанаймо)
  - Ванкувер
  - Ричмонд
- Региональный аэропорт Лэнгли (Лэнгли)
  - Виктория

## Флот
По состоянию на март 2009 года воздушный флот авиакомпании Harbour Air состоял из 33 самолётов: